# حيد الجروب (الرضمة)

تعديل مصدري - تعديل

حيد الجروب هي إحدى قرى عزلة سودان بمديرية الرضمة التابعة لمحافظة إب، بلغ تعداد سكانها 1133 نسمة حسب تعداد اليمن لعام 2004.